# Carl Caelius

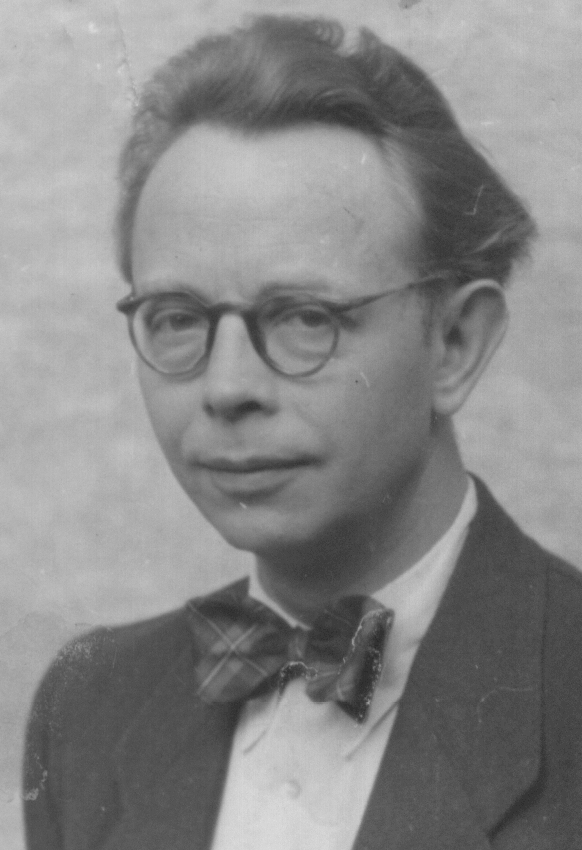
Carl Caelius

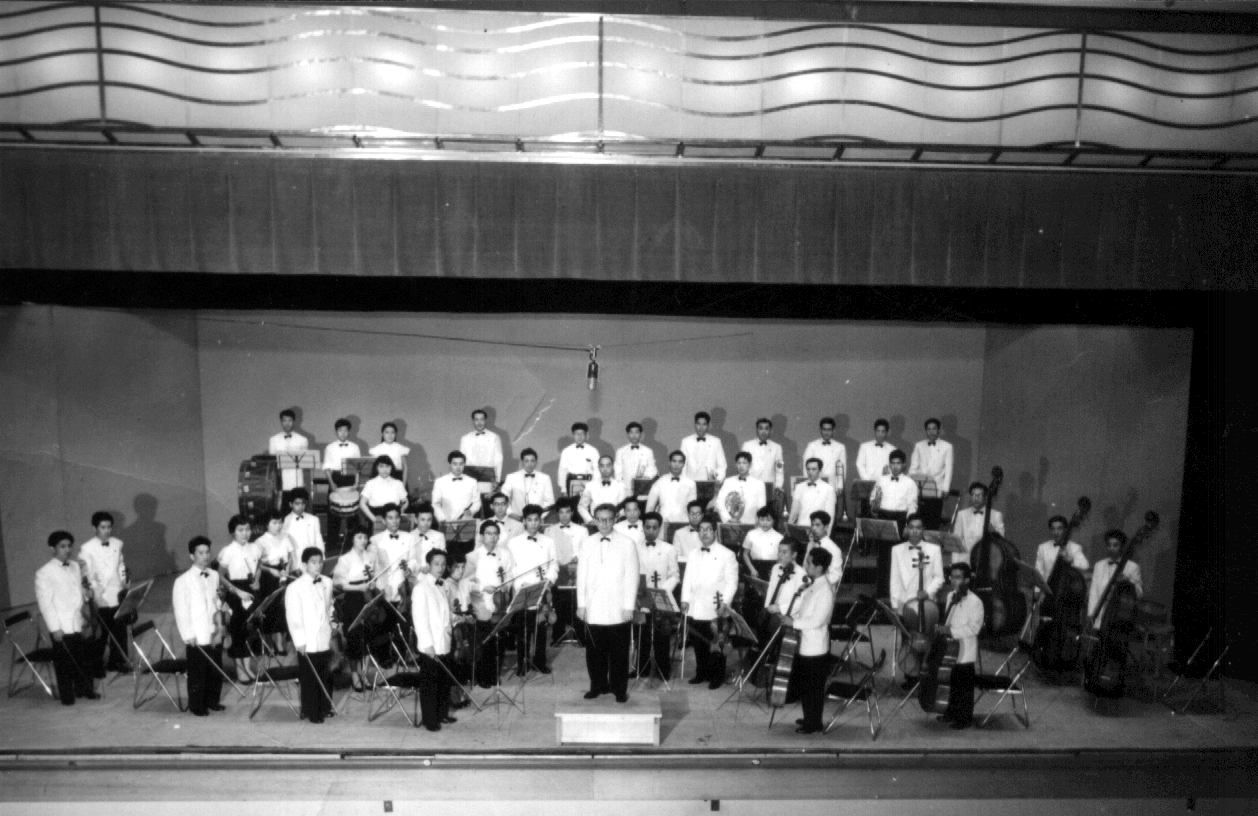
Carl Caelius, Kyoto 1955 bis 1961

Carl Emil Reinhold Caelius (* 7. Januar 1908; † 16. Januar 1984) war ein deutscher Kapellmeister und Chordirektor.

## Leben

### Koblenz, 1933 bis 1939
Nach dem Studium an der Musikschule Köln war Carl Caelius Kapellmeister und Chordirektor am Stadttheater Koblenz. Er wirkte zunächst als Repetitor und war für das Einstudieren der Arien mit Sängern und Bühnendienst zuständig. Das Koblenzer Theater hatte damals die private Ballettschule Lisa Wahlers zur regelmäßigen Mitwirkung gewinnen können, und Caelius übernahm auch die Aufgaben eines Ballettrepetitors.
Das Theater Koblenz erhielt 1935/36 zum ersten Mal eine eigene Tanzgruppe unter der Leitung von Käthe Hoppe. In dieser Zeit arbeitete sich Caelius neben den bisherigen Aufgaben in die Chorleitung ein. Am 25. November 1935 dirigierte er das Ballett Das Bilderbuch.
In der Spielzeit 1936/37 wurde Caelius Chordirektor und studierte mit den Künstlern Orpheus und Eurydike, Lustigen Weiber von Windsor, Dorothée, Jahrmarkt von Sorotschintzi, Zar und Zimmermann, La Bohème und Bettelstudent ein.
1937/38 gab er die Aufgaben des Tanzrepetitors an Josef Jung ab, während Caelius in diesem und im Folgejahr weiterhin mit den Chören probte und Repetitions- und Bühnendienst versah. Am Pult dirigierten Dr. Gustav Koslik, Dr. Ludwig Meinecke und Josef Jung.

### Verschiedene Wirkungsstätten 1939 bis 1955
1939 wechselte Caelius an das Opernhaus Breslau, wo er vier Jahre blieb. Er war dort erneut Kapellmeister und Repitator. Zur Spielzeit 1943/44 wechselte er nach Gablonz an der Neiße, wo er als städtischer Musikdirektor die Aufgaben als Kapellmeister, musikalischer Oberleiter und Leiter der Sinfoniekonzerte wahrnehmen sollte. Aufgrund einer Verordnung des deutschen Reichsverteidigungskommissars wurden zum 1. September 1944 alle deutschen Theater geschlossen; Carl Caelius wurde zum Wehrdienst einberufen und geriet in sowjetische Kriegsgefangenschaft, aus der er 1945 entlassen wurde.
In den Spielzeiten 1948/49 bis 1952/53 war Caelius am Theater der Stadt Heidelberg engagiert, wo er Studienleiter und Kapellmeister war. 1949 dirigierte er die Uraufführung von Hans Werner Henzes erster Oper Das Wundertheater. Danach wirkte er in Graz und in Mannheim, dort zuletzt in der Spielzeit 1954/55 als Kapellmeister und Solorepetitor.

### Berufung nach Japan 1955 bis 1961
1955 wurde Caelius nach Kyōto zum Aufbau eines Symphonieorchesters nach europäischen Maßstäben berufen. Das Sinfonieorchesters Kyōto wurde 1956 gegründet und stand unter der Verwaltung der Stadt Kyōto. Das viertälteste Orchester Japans war zu seiner Zeit das einzige, das von einer öffentlichen Behörde verwaltet wurde. Mit Sängern aus dem Nikikai-Gesangsensemble führten sie Opern von Mozart auf und gewannen zahlreiche Preise. Das anfangs 40-köpfige Orchester wurde ausgebaut und umfasste kurz vor Caelius Rückkehr nach Deutschland insgesamt 80 Musiker und Musikerinnen. Carl Caelius leitete die Dirigentenklasse, das Hochschulorchester und den Chor. Er wurde zum Professor ernannt, doch das japanische Klima und die von den Japanern geforderte Überarbeitung forderten ihren Tribut. Carl Caelius brach am Pult zusammen. Er verließ Japan 1961 mit vielen Auszeichnungen. So erhielt er den Kulturpreis des japanischen Kultusministers. Kaiser Hirohito überreichte dem Koblenzer den Orden des Heiligen Schatzes, und die japanische Regierung verlieh ihm die Ehrenmedaille am blauen Band. Sein Nachfolger war Hans Joachim Kauffmann, der das Sinfonieorchester zwei weitere Jahre übernahm, bis es dann unter japanische Leitung fiel.

### Lebensabend
Zurückgekehrt in seine Heimatstadt Koblenz, betätigte sich Professor Carl Caelius in der Spielzeit 1968/69 als Chorleiter am Musik-Institut Koblenz. Danach wirkte er als Musikpädagoge und künstlerischer Berater im Vorstand des Instituts.
Am 26. Januar 1984 starb Carl Caelius nach langer Krankheit im evangelischen Stift Koblenz. Posthum wurde er im selben Jahr mit der Peter-Cornelius-Plakette des Landes Rheinland-Pfalz geehrt.